# Josh Green (Politiker)

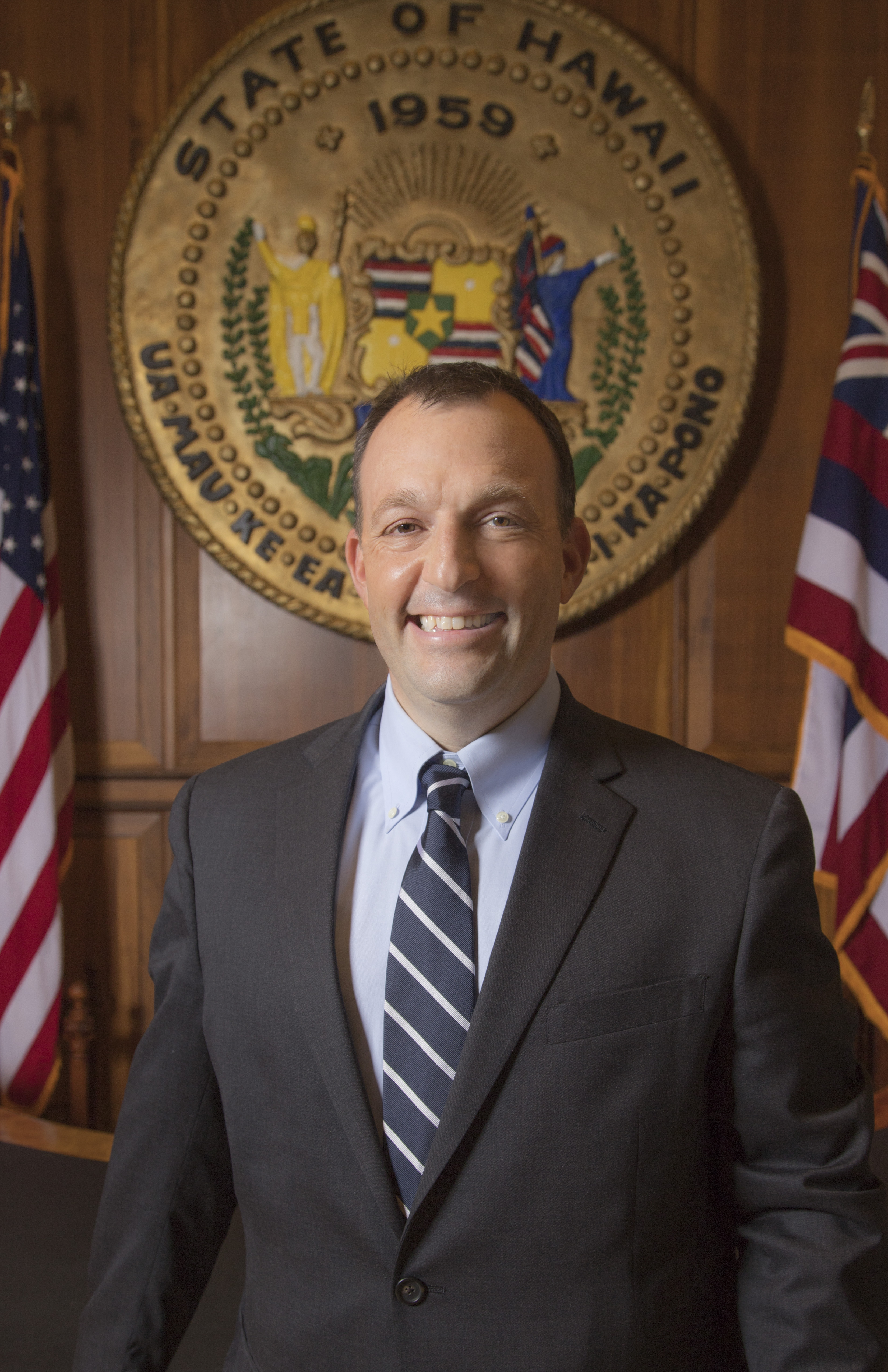
Josh Green (2018)

Joshua Booth Green (* 11. Februar 1970 in Kingston, New York) ist ein US-amerikanischer Politiker der Demokratischen Partei. Seit dem 5. Dezember 2022 ist Green Gouverneur von Hawaii.

## Leben
Josh Green wurde in Kingston, New York geboren, wuchs jedoch in Pittsburgh im US-Bundesstaat Pennsylvania heran. Er studierte zunächst am Swarthmore College Anthropologie, eine Ausbildung, die er im Jahr 1992 mit dem Bachelor beendete. Im Anschluss daran begann er Medizin an der Pennsylvania State University zu studieren und promovierte 1997 mit dem Doktor der Medizin.
Im Rahmen des National Health Service Corps kam Green nach Hawaii; er begann als Notfallmediziner am Kohala Hospital auf der gleichnamigen Insel zu arbeiten.
Seine politische Karriere begann Green im Jahr 2004, als er als Abgeordneter der Demokraten ins Repräsentantenhaus von Hawaii gewählt wurde. Diesem gehörte er zwei Legislaturperioden, bis 2008, an. Im selben Jahr folgte die Wahl in den Senat von Hawaii. Während seiner Zeit als Abgeordneter und Senator engagierte er sich stark für gesundheitspolitische Themen. So setzte er sich dafür ein, dass Kinder mit Autismus in den Genuss einer Krankenversicherung kamen. Auch konnte er erreichen, dass das gesetzliche Alter für junge Erwachsene, die Tabak und Elektrische Zigaretten konsumieren möchten, von 18 auf 21 Jahren angehoben wurde.
Im Jahr 2018 nominierte der amtierende Gouverneur David Ige Green zu seinem Running Mate, für das Amt des Vizegouverneurs. Mit rund 62 Prozent der Stimmen wurde Ige wiedergewählt und Green wurde am 3. Dezember desselben Jahres als Vizegouverneur von Hawaii vereidigt.
Im August 2019 gab er schließlich bekannt, bei der Wahl im November 2022 selbst für das Amt des Gouverneurs zu kandidieren. Er gewann die Vorwahlen der Demokratischen Partei im August 2022 und am 8. November 2022 die Gouverneurswahlen mit 63,16 % gegen den republikanischen Kandidaten und vormaligen Vizegouverneur James Aiona.
Josh Green ist seit 2006 mit Jaime Ushiroda verheiratet und Vater von zwei Kindern.